# Moon, 1. April 1980 / Liveaufnahme in Kunstkopfstereo
Albums de Einstürzende Neubauten
N.Dih/Blixa/Susä
(mai 1980) Chaos → Sehnsucht/
Energie
(juin 1980)
Moon, 1. April 1980 / Liveaufnahme in Kunstkopfstereo (« enregistrement binaural du concert du 1er avril au Moon ») est l'enregistrement sur cassette du tout premier concert d'Einstürzende Neubauten à la discothèque Moon-Club à Berlin-Ouest le 1er avril 1980. 
Il ne s'agissait cependant pas du premier enregistrement du groupe : une première cassette avait déjà été enregistrée fin 1979 dans l'appartement de Blixa Bargeld dans la Langenscheidtstraße. Le groupe était alors composé de Bargeld, N-Dih, Beate Bartel et Susä Hobeck. Quand on lui avait proposé de jouer à la discothèque, Blixa Bargeld avait alors appelé spontanément ses amis N-Dih, Beate Bartel et Gudrun Gut pour l'accompagner.
L'enregistrement sur cassette a été mis en vente en mai 1980 en édition limitée à vingt exemplaires dans le magasin Eisengrau de Beate Bartel et Gudrun Gut. Il a été réédité officieusement en 2013 sur le label SAT Records.
30 ans plus tard, le 1er avril 2010, le groupe a fêté l'anniversaire de ce premier concert dans la discothèque Tresor à Berlin-Mitte.

## Liste des titres[4]

### Face A
1. Gier (10:43)
2. Hören / Gehört werden (10:25)
3. Atomarer Walzer (1:52)

### Face B
1. Atomarer Walzer / Nach mir kommt nichts mehr (13:40)
2. Frisches Blut für Berlin (9:20)

## Composition du groupe
- Blixa Bargeld : chant
- Beate Bartel : basse
- Gudrun Gut : synthétiseur
- N-Dih : batterie